# Thordr Kolbeinsson
Thordr Kolbeinsson (Þórðr Kolbeinsson) foi um escaldo islandês do século XI. Ele foi o poeta da corte de Érico Hakonarson e 17 estrofes de sua poesia sobre o Jarl estão preservadas nas sagas dos reis.